# Samuel Adams
Samuel Adams (ur. 16 września?/27 września 1722 w Bostonie, zm. 2 października 1803) – amerykański polityk, pisarz, politolog i browarnik. Jeden z założycieli Stanów Zjednoczonych.
Adams wspierał bunt amerykańskich kolonii przeciwko Wielkiej Brytanii nazwany później rewolucją amerykańską. Uznawany jest za jednego z twórców amerykańskiego republikanizmu, który ukształtował amerykański ustrój polityczny i miał wpływ na całą kulturę polityczną USA.
Urodził się w Bostonie w religijnej i aktywnej politycznie rodzinie. Po ukończeniu Boston Latin School i Harvard College zajął się działalnością gospodarczą – został kupcem. Jednak szybko okazało się, że nie jest to jego powołanie i zwrócił się ku polityce zostając pisarzem i wpływowym teoretykiem politycznym.
Wkrótce stał się jednym z głównych orędowników opozycji wobec brytyjskiej kontroli w koloniach. Uważał, że kolonie powinny odłączyć się od korony brytyjskiej i utworzyć własny niezależny rząd. Adams chciał, by koloniści bronili swoich praw i wolności; zwoływał także spotkania społeczności kolonistów, na których przedstawiał petycje przeciwko podatkom nakładanym na kolonie przez parlament (takimi chociażby jak Opłata stemplowa z 1765 roku). Adams odgrywał główną rolę zarówno w protestach przeciwko Opłacie Stemplowej, ale także w wydarzeniach takich jak Herbatka bostońska w 1773. Wziął również udział w Kongresie Kontynentalnym, a na drugim Kongresie był zagorzałym zwolennikiem przyjęcia Deklaracji Niepodległości, której był sygnatariuszem.
Po ogłoszeniu przez Stany Zjednoczone niepodległości w 1776 Adams uczestniczył ze swoim kuzynem Johnem Adamsem i Jamesem Bowdoinem w napisaniu konstytucji Massachusetts. Wkrótce potem wziął udział w stworzeniu artykułów konfederacji i wieczystej unii, które tworzyły z niepodległych stanów konfederację. Po zakończeniu amerykańskiej wojny o niepodległość wziął udział w wyborach do Izby Reprezentantów w wyborach do pierwszej kadencji Kongresu, jednak nie został wybrany. Wybrano go jednak w 1789 roku wicegubernatorem (Lieutenant Governor) Massachusetts w 1789, a po śmierci w 1793 gubernatora Johna Hancocka, Adams pełnił funkcję urzędującego gubernatora do czasu wyboru w styczniu 1794. Zasiadał na tym stanowisku do lipca 1797, kiedy zrezygnował z działalności politycznej. Zmarł sześć lat później, 2 października 1803 roku.

## Życiorys

### Młodość
Urodzony 16 września 1722 roku Adams był dziesiątym dzieckiem Samuela Adamsa i Mary Fifield Adams. Był jednak dopiero drugim dzieckiem, które przeżyło dłużej niż 3 lata. Jego matka była córką bostońskiego przedsiębiorcy Richarda Fifielda, a ojciec diakonem lokalnego kościoła. W chwili urodzin Samuela małżeństwo jego rodziców trwało od 9 lat. Urodził się na Purchase Street w Bostonie w kolonii Massachusetts w świeżo wybudowanym domu swoich rodziców, którzy byli głęboko wierzącymi purytanami i członkami wspólnoty Kościoła Starej Południowej Kongregacji (ang. Old South Congregation Church). Byli jednymi z jej twórców w roku 1715.
W latach młodzieńczych Adams był pod dużym wpływem jego bardzo religijnych, matki i siostry. Działalność publiczna ojca Samuela Adamsa również nie pozostawała bez wpływy na kształtowanie się jego charakteru. Ojciec bowiem był bardzo wpływową osobą w Bostonie i brał udział w większości wydarzeń miasta oraz działał w wielu jego instytucjach. Zasiadał w Radzie Miejskiej (ang. Board Of Selectmen), był członkiem kolonijnych instytucji prawodawczych i działał w polityce. Diakon Adams stał na stanowisku, że brytyjska kontrola nad koloniami nie musi być ścisła i że powinny one korzystać z pewnych swobód.
S. Adams uczęszczał do Boston Latin School, instytucji znanej ze swojego prestiżu, tradycji i bliskich związków z Harvard College. Adams był pilnym uczniem i wykazywał szczególne zainteresowanie greką i łaciną, do których nawiązywał później w swoich pismach. Rezultatem jego niezwykle religijnego wychowania było szczególne przywiązanie do instytucji kościoła oraz jego wpływu na mieszkańców kolonii. Planował także zostanie duchownym protestanckim w jednym z purytańskich kościołów.
W 1736, w wieku 14 lat, został studentem Harvard College i zaczął studiować teologię. W czasie studiów jego zainteresowania skupiły się raczej na polityce i filozofii politycznej. Po otrzymaniu w 1740 tytułu Bachelor of Arts, kontynuował studia na Harvardzie. Jego poglądy na temat brytyjskiej władzy i prawa kolonistów kształtowały w tamtym czasie takie dzieła jak „Dwa traktaty o rządzie” (Two Treatises of Civil Government) Johna Locke’a, w którym autor usprawiedliwia burżuazyjny przewrót, jaki dokonał się w 1688 w czasie bezkrwawej „Chwalebnej Rewolucji” w Anglii. Locke pisał, że każdy człowiek rodzi się z naturalnymi prawami do „życia, zdrowia, wolności i własności”. Rząd miał służyć do ochrony tych praw. Adams był oczarowany pismami Locke’a i innych, w swej pracy dyplomowej napisał, że „dla ochrony wspólnego dobra, nawet opór wobec władzy jest słuszny.”
Jego matka pragnęła, by po ukończeniu Harvardu z tytułem magistra (Master of Arts), Adams został pastorem w kościele, jego ojciec z kolei, by zaczął studiować prawo. Samuel w tym czasie poznał Elizabeth Checkley, córkę wielebnego Checkleya. Ten romantyczny związek miał poparcie matki Adamsa. Młody Samuel nie był pewny co do drogi kariery jaką powinien obrać. Ojciec sugerował, by zająć się jakimś dochodowym interesem; jednak sam nie dał mu posady, ale załatwił pracę w biurze rachunkowym Thomasa Cushinga.
Adams nie był szczególnie zainteresowany interesami, co spowodowało, że Cushing dość szybko zrezygnował ze współpracy z nim mówiąc, że „myślał, iż szkoli przedsiębiorcę, a nie polityka”. Po tym doświadczeniu Samuel Adam otrzymał od ojca 1000 £, by mógł rozpocząć działalność na własną rękę. Adams pożyczył wkrótce połowę sumy przyjacielowi, który nigdy nie zwrócił mu pożyczki. Pozostałą część pieniędzy Samuel roztrwonił. W związku z tym ojciec postanowił zatrudnić go w rodzinnym przedsiębiorstwie produkującym słód na Purchase Street. Często widywano go, jak transportował słód po ulicach Bostonu. W tym czasie rozpoczął również polityczną działalność i został wybrany w 1764 roku jednym z urzędników bostońskiego targu miejskiego, gdzie współpracował z dwoma członkami Izby Reprezentantów – niższej izby legislatury Wspólnoty Massachusetts (ang. Commonwealth of Massachusetts).